# Univers Ultimate
 (mars 2025).
La mise en forme du texte ne suit pas les recommandations de Wikipédia : il faut le « wikifier ».
Les points d'amélioration suivants sont les cas les plus fréquents. Le détail des points à revoir est peut-être précisé sur la page de discussion.
- Les titres sont pré-formatés par le logiciel. Ils ne sont ni en capitales, ni en gras.
- Le texte ne doit pas être écrit en capitales (les noms de famille non plus), ni en gras, ni en italique, ni en « petit »…
- Le gras n'est utilisé que pour surligner le titre de l'article dans l'introduction, une seule fois.
- L'italique est rarement utilisé : mots en langue étrangère, titres d'œuvres, noms de bateaux, etc.
- Les citations ne sont pas en italique mais en corps de texte normal. Elles sont entourées par des guillemets français : « et ».
- Les listes à puces sont à éviter, des paragraphes rédigés étant largement préférés. Les tableaux sont à réserver à la présentation de données structurées (résultats, etc.).
- Les appels de note de bas de page (petits chiffres en exposant, introduits par l'outil «  Source ») sont à placer entre la fin de phrase et le point final[comme ça].
- Les liens internes (vers d'autres articles de Wikipédia) sont à choisir avec parcimonie. Créez des liens vers des articles approfondissant le sujet. Les termes génériques sans rapport avec le sujet sont à éviter, ainsi que les répétitions de liens vers un même terme.
- Les liens externes sont à placer uniquement dans une section « Liens externes », à la fin de l'article. Ces liens sont à choisir avec parcimonie suivant les règles définies. Si un lien sert de source à l'article, son insertion dans le texte est à faire par les notes de bas de page.
- La présentation des références doit suivre les conventions bibliographiques. Il est recommandé d'utiliser les modèles {{Ouvrage}}, {{Chapitre}}, {{Article}}, {{Lien web}} et/ou {{Bibliographie}}. Le mode d'édition visuel peut mettre en forme automatiquement les références.
- Insérer une infobox (cadre d'informations à droite) n'est pas obligatoire pour parachever la mise en page.

Pour une aide détaillée, merci de consulter Aide:Wikification.
Si vous pensez que ces points ont été résolus, vous pouvez retirer ce bandeau et améliorer la mise en forme d'un autre article.
L'univers Ultimate est une une série de bandes dessinées publiées par Marvel Comics depuis 2023. Il redéfinit plusieurs personnages emblématiques de Marvel dans une nouvelle continuité imaginaire. Dans la série limitée Ultimate Invasion de Jonathan Hickman et Bryan Hitch, on voit Le Créateur (qui est le Reed Richards de la Terre-1610) en train de façonner un monde à sa propre image, donnant ainsi vie à la Terre-6160, une nouvelle réalité précédée d'une histoire alternative. .
Bien qu'il porte le même nom que l'ancien label Ultimate Marvel ayant existé de 2000 à 2015, ce n'est pas une reprise directe. Tandis que l'Ultimate Marvel initial s'est attaché à revisiter les origines des personnages de l'univers Marvel dans un univers Terre-1610 contemporain et identifiable, l'univers ultimate (Terre-6160) propose des versions totalement inédites des personnages Marvel au sein d'un statu quo socio-politique profondément transformé par le Créateur.

## Historique de la publication
Bien qu'il porte le même nom que l'ancien label Ultimate Marvel ayant existé de 2000 à 2015, ce n'est pas une reprise directe. Tandis que l'Ultimate Marvel initial s'est attaché à revisiter les origines des personnages de l'univers Marvel dans un univers Terre-1610 contemporain et identifiable, l'univers ultimate (Terre-6160) propose des versions totalement inédites des personnages Marvel au sein d'un statu quo socio-politique profondément transformé par le Créateur.
À la conclusion de l'arc narratif, Le Créateur a regagné une portion ravagée de l'univers ultime et a ensuite insinué qu'il envisageait une incursion dans l'univers Marvel principal. Toutefois, Cates a dû se retirer de l'écriture de la série à la suite d'un accident de voiture qui lui a fait perdre six mois de mémoire, et le projet a alors été attribué à Jonathan Hickman. Hickman a collaboré avec le personnage du Créateur dans le label Ultimate initial et a rédigé le crossover Secret Wars mentionné précédemment.
Hickman a commencé le projet avec Ultimate Invasion, qu'il a emprunté sur un autre chemin en ignorant à la fois l'univers Ultimate original et les intrigues de Venom Vol. 4. Il montre plutôt Le Créateur se déplaçant vers un nouvel univers alternatif appelé Terre-6160 et le changeant avec de nombreux voyages dans le temps pour empêcher l'existence de la plupart des super-héros et devenir son leader incontestable.
À l'issue de l'intrigue, Le Créateur est battu et enfermé au sein de The City aux côtés d'Iron Man / Howard Stark et d'une variante de Kang le Conquérant, avec une ouverture prévue dans 24 mois. Le Conseil des Créateurs, qui fonctionne comme un « pouvoir caché » en se chargeant des relations internationales, demeure une source d'inquiétude étant donné que les récentes bandes dessinées continuent de se situer dans ce cadre. Tony Stark, le fils de Howard, continue de l'œuvre de son père pour contrôler le monde, tout en adoptant l'identité d'Iron Lad.
Le premier comic était Ultimate Universe #1, un one-shot de Hickman et Stefano Caselli qui approfondissait le contexte dans lequel se situeront les comics de cette gamme. Ultimate Spider-Man, réalisé par Hickman et Marco Checchetto, est la bande dessinée emblématique de la gamme. À l'inverse de la bande dessinée Ultimate Spider-Man initiale, celle-ci présente un Peter Parker adulte marié à Mary Jane Watson et père de deux enfants avant d'endosser le costume de Spider-Man. Selon Hickman, c'est la représentation du personnage dans le film Spider-Man: Into the Spider-Verse qui l'a inspiré.
Bryan Hill, le scénariste qui a contribué à Blade, sera en charge de l'écriture d'Ultimate Black Panther aux côtés de Caselli. La bande dessinée dépeindra comment Black Panther protège le continent africain face à Lord Khonshu et Lord Ra. Hill a exprimé : « Cette opportunité m'a ravi parce qu'en plus de mon profond respect pour l'univers narratif détaillé de Jonathan Hickman, la perspective de piloter cette réinterprétation audacieuse de Black Panther dans le cadre de cet événement me permet d'avoir une scène pour réaliser les récits vastes et épiques que j'ai toujours rêvé de faire dans le monde des comics. »
Mes inspirations vont de l'historique de la bande dessinée Black Panther à l'impressionnant travail de Ryan Coogler sur les films les plus récents, sans oublier l'aptitude de Frank Herbert à créer l'univers de Dune. C'est un exploit que les gens ne s'attendront probablement pas, et tout le crédit revient à Marvel ainsi qu'aux éditeurs Wil Moss et Michelle Marchese qui m'ont donné cette opportunité créative.
Peach Momoko, connue pour son travail sur Demon Days: X-Men, sera en charge de l'écriture et de l'illustration des nouvelles bandes dessinées Ultimate X-Men. L'armure sera le personnage principal, tandis que les X-Men seront associés au folklore et à la magie. Momoko a déclaré : « Je suis très honorée de faire partie du nouvel univers Ultimate. » Je fais preuve de beaucoup de prudence pour présenter les éléments mutants uniques des X-Men tout en demeurant fidèle à ma vision et ma voix. Je suis également très fier (et surpris) d'avoir eu la liberté accordée par CB Cebulski et Jonathan Hickman de créer un personnage X-Men totalement inédit. Ce n'est peut-être pas le portrait habituel d'un super-héros... mais, tout comme pour mes histoires du Momoko-verse, je suis ravi de vous faire découvrir cet univers inédit.
En février 2024, il a été révélé que Deniz Camp et Juan Frigeri seraient les scénaristes et illustrateurs de The Ultimates. Cette série mettra en scène Iron Lad, Doom, Thor, Sif, Giant-Man et la Guêpe qui se regroupent pour combattre le Conseil des Créateurs afin de reconquérir leur monde, tout en tissant de nouvelles alliances dans leur progression. Camp a affirmé : « La nouvelle gamme Ultimates représente l'innovation la plus stimulante depuis longtemps dans l'univers des super-héros, et c'est une grande humilité d'en faire partie ! » Nous réimaginons ces personnages et archétypes traditionnels afin qu'ils demeurent tout aussi étonnants et cruciaux que lors de leur première présentation.
Nos Ultimates représentent une progression non seulement pour les Avengers, mais également pour l'idée même du groupe de super-héros. Du plus grand au plus lyrique, du plus vaste au plus intime, THE ULTIMATES ne s'inspirera ni des Avengers ni de précédentes bandes dessinées Ultimates ! C'est notre objectif, sans aucun doute, et nous vous invitons à revenir pour découvrir si nous réussirons.
C.B. Cebulski, le rédacteur en chef de Marvel, a révélé au Comic-Con de San Diego en 2024 la sortie prévue d'un comic one-shot nommé One Year In, qui fera un résumé de tout ce qui s'est déroulé au cours de l'année écoulée dans l'Univers Ultimate. Il a aussi indiqué qu'une nouvelle série actuellement en développement serait publiée fin 2024 ou au début de 2025, sans toutefois révéler le titre ou les personnages de la bande dessinée.
Au New York Comic Con 2024, l'annonce a été faite que le livre porterait le titre Ultimate Wolverine, écrit par Chris Condon et Alessandro Cappuccio, accompagné du synopsis officiel suivant : Pour conserver la maîtrise de leur portion du monde créé par le Créateur, trois conseillers - Magik, Colossus et Omega Red - mettent en action leur arme la plus redoutable : le Soldat de l'Hiver ! Mais QUI se dissimule derrière le masque ?
Le 3 mai 2025, lors du Free Comic Book Day 2025, un numéro unique proposera un prologue pour la série limitée Ultimate Spider-Man : Incursion, dont le premier volume sortira le 4 juin 2025. L'intrigue suit Miles Morales qui cherche à sauver sa sœur à la suite de son transfert accidentel de la Terre-616 vers la Terre-6160.123.

## À propos de la Terre-6160
Le troisième numéro d'Ultimate Invasion dévoile une carte illustrant la Terre-6160 et ses lieux depuis que le Créateur l'a remodelée à son image.